# نهائي كأس ولي العهد السعودي 2000
نهائي كأس ولي العهد السعودي 2000 هي مباراة تحديد الفائز بكأس ولي العهد السعودي 1999–2000. اقيمت المباراة في استاد الملك فهد الدولي بمدينة الرياض بتاريخ 12 مايو 2000 وقد فاز بالمبارة نادي الهلال بعد تغلبة على نادي الشباب بنتيجة 3–0.

## الطريق إلى النهائي
| الهلال | الهلال  | الجولة      | الأهلي  | الأهلي |
| نتيجة  | المنافس | الجولة      | المنافس | نتيجة  |
| 4–0    | الوطني  | دور الـ16   | النصر   | 1–3    |
| 2–0    | الحزم   | ربع النهائي | الطائي  | 2–6    |
| 2–1    | الاتحاد | نصف النهائي | الاتفاق | 1–2    |

## تفاصيل المباراة
| الهلال                                      | 3–0 | الشباب |
| ------------------------------------------- | --- | ------ |
| سيرجيو ريكاردو · محمد الشلهوب · عمر الغامدي |     |        |